# Blue movie
Blue movie (1971) is een officiële Duits-Nederlandse coproductie van Dieter Geissler Filmproduktion (DGFP, Bondsrepubliek Duitsland) en de Stichting Continue Speelfilmproductie (SCS, Nederland), gepresenteerd onder de naam Scorpio Films. De film werd geschreven en geregisseerd door Wim Verstappen en geproduceerd door Pim de la Parra en Dieter Geissler. Regie-assistente was Olga Madsen, die in de begincredits 'Olga Madson' wordt genoemd. De opvallende still-photography is uitgevoerd door Harrie Verstappen.
Blue movie behoort tot de top vijf van succesvolste in Nederland gemaakte bioscoopfilms. Na enkele maanden konden de makers zich miljonair noemen door de opbrengsten, maar het geld ging al snel weer op aan een reeks nieuwe films die geen van alle zo succesvol waren.
Destijds was het de eerste Nederlandse bioscoopfilm waarin seksscènes en een erectie te zien waren en inmiddels is het een tijdsdocument geworden. De film verscheen op video en dvd en betekende de doorbraak bij een groot publiek van spelers als Hugo Metsers, Ine Veen en Carry Tefsen.
De film werd aanvankelijk door de Centrale Commissie voor de Filmkeuring niet toegestaan voor vertoning. Naar aanleiding van deze afwijzing schreef Wim Verstappen een verweerschrift waarin hij stelde dat de film neerkwam op verhulde cultuurkritiek. Vervolgens besloot de commissie de vertoning van de film alsnog toe te staan. De KRO zond een paar fragmenten uit en kreeg te maken met 450 opzeggingen van leden.
De film werd in zijn geheel op locatie opgenomen in de Amsterdamse Bijlmermeer, waar de eerste flats in 1968   klaar waren. De flat Hoogoord, waarin de woning van hoofdpersoon Michael zich bevond, bestaat nog steeds en werd in de jaren negentig gerenoveerd. De postproductie van de film vond plaats in München.

## Plot
Het verhaal van Blue movie gaat over Michael (Metsers) die een paar jaar in de gevangenis heeft gezeten wegens ontucht met een minderjarig meisje, en het molesteren van een medegevangene. Wanneer hij vrijkomt, wordt hij begeleid door een reclasseringsambtenaar en in een flat in de Bijlmer geplaatst. Het drinken van een kop koffie ter kennismaking bij buurvrouw Elly (Tefsen) is het begin van een seksuele relatie met haar. Het blijkt dat in het hele flatgebouw nogal losse zeden heersen: het lenen van een kopje suiker is al genoeg om met iemand in bed te belanden. Michael zet voorzichtig zijn eerste stappen in deze voor hem nieuwe wereld, maar voelt zich er al snel in thuis. Echt verliefd wordt hij op de ongehuwde moeder Julia (Veen), maar die houdt zich verre van deze uitspattingen. Michael zet intussen met zijn buren een soort particuliere seksclub op touw, en organiseert erotische feesten in de flat. Af en toe komt Eddie, de reclasseringsambtenaar, om de hoek kijken en ziet met stijgende verbazing wat er met en rond Michael gebeurt. Als op een van de feesten iemand zelfmoord pleegt door van de galerij te springen, barst de bom. Michael wordt door buurman Kohn (Brusse) weer met beide voeten op de grond gezet en staakt zijn wilde leven. Op een avond waagt hij toch weer een poging bij Julia, en waar bij hun eerste ontmoeting haar buurvrouw Anna (Monique Smal) hinderlijk in de weg zat, is nu de weg vrij. Maar als het eindelijk zover is dat hij met haar naar bed gaat, blijkt hij juist bij haar geen erectie te kunnen krijgen.

## Hoofdrolspelers
| Acteur             | Personage                               |
| ------------------ | --------------------------------------- |
| Hugo Metsers       | Michael                                 |
| Carry Tefsen       | Elly, buurvrouw                         |
| Wim de Meijer      | Arthur, haar man                        |
| Ine Veen           | Julia, alleenstaande buurvouw met kind  |
| Kees Brusse        | Bernard Kohn, zoöloog                   |
| Ursula Blauth      | Marianne Kohn, zijn vrouw               |
| Helmert Woudenberg | Eddie Faithfull, reclasseringsambtenaar |
| Jacques Luijer     | Wesley                                  |
| Brûni Heinke       | meisje bij gevangenis                   |
| Bill van Dijk      | bezoeker van flat                       |
| Wim Poncia         | geweigerde gast op party                |
| Monique Smal       | Anna                                    |
| Mimi Kok           | buurvrouw                               |
| Johan te Slaa      | eigenaar van seksshop                   |
| Willem Sibbelee    | buurman                                 |
| Marijke Boonstra   | Raouma                                  |
| Etha Coster        | Meisje in de winkel                     |
| Kaja Knies         | Dochtertje van Julia                    |
| Jan Mey            | Dokter                                  |
| Henno Eggenkamp    | Erotisch Panorama                       |
| Arlette Lohmeier   | Meisje op het feest                     |
| Ina Wallet         | Anna's vriendin                         |
| Dieter Geissler    | Man op het feest                        |

## Muziek
- Jürgen Drews
- Les Humphries

## Video en dvd
Blue Movie werd in de jaren tachtig al eens op video uitgebracht voor verhuur bij videotheken. De kwaliteit van de gebruikte print was slecht. In 2005 kwam de film op dvd uit, als onderdeel van de Wim Verstappen filmcollectie. Ook nu is de kwaliteit (volgens de tekst op de doos) "niet altijd optimaal". De foto's op de verpakking komen niet allemaal uit de film. Zo wordt Willeke van Ammelrooy getoond terwijl die helemaal niet in Blue Movie meespeelt. Deze foto's komen uit de film Frank en Eva.
Volgens een artikel in Het Parool van 24 juni 2013 heeft de Duitse coproducent Dieter Geissler het originele filmnegatief beschikbaar gesteld voor renovatie door het EYE Film Instituut Nederland. De gerestaureerde versie is najaar 2019 op dvd/blu-ray uitgebracht. 

## Carry Tefsen in 2023
Het was de eerste speelfilm van Carry Tefsen, die vooraf gewaarschuwd was met de opmerking "dat de rol wel een beetje pikant was". Zij had geen bezwaar. Tefsen herinnerde zich dat Verstappen en De la Parra zich wilden afzetten tegen gezag en controle, hetgeen gezien bovenstaande geschiedenis was geslaagd (uitgestelde vertoning). Tefsen en man en kinderen werden door dat uitstel van vertoning pas geconfronteerd met de film toen zij alweer met andere zaken bezig was.  